# Gorgyrella inermis
Espèce
Gorgyrella inermis est une espèce d'araignées mygalomorphes de la famille des Idiopidae.

## Distribution
Cette espèce est endémique d'Afrique du Sud. Elle se rencontre au Cap-Oriental et au Cap-Occidental.

## Description
La femelle holotype mesure 20,5 mm.

## Systématique et taxinomie
Cette espèce a été décrite par Tucker en 1917.

## Publication originale
- Tucker, 1917 : « On some South African Aviculariidae (Arachnida). Families Migidae, Ctenizidae, Diplotheleae and Dipluridae. » Annals of the South African Museum, vol. 17, p. 79-138 (texte intégral).